# Plaza Venecia
La plaza Venecia (en italiano: Piazza Venezia) es una célebre plaza de Roma, Italia. Está situada a los pies de la colina capitolina, donde se cruzan cinco de las calles más importantes de la capital: la Via dei Fori Imperiali, la Via del Corso, el eje Via Cesare Battisti-Via Nazionale, el eje Via del Plebiscito-Corso Vittorio Emanuele II y la Via del Teatro di Marcello.

## Descripción

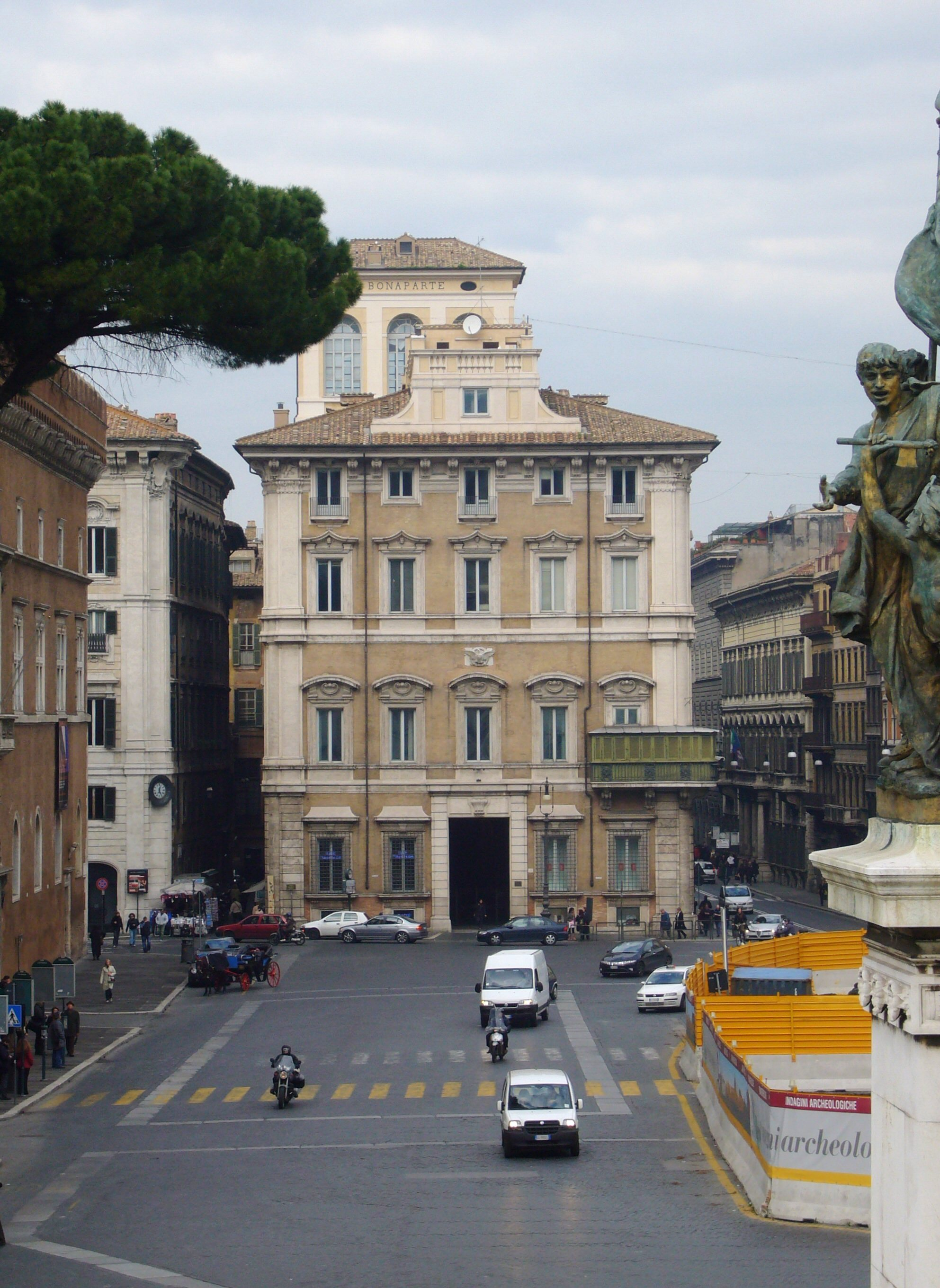
El Palazzo Bonaparte, donde vivió y murió María Leticia Ramolino, madre de Napoleón.

El aspecto actual de la plaza se debe principalmente a las intervenciones de demolición y reconstrucción realizadas entre finales del siglo xix y principios del xx tras la construcción del Vittoriano, el colosal monumento a Víctor Manuel II, identificado a menudo por sinécdoque con el Altar de la Patria, que es su parte central, en la que posteriormente —en 1921— se dispuso la tumba del soldado desconocido.
Debido a que este enorme monumento —igual de alto que la torre del Palazzo Senatorio, situado en la colina capitolina— debía dominar la plaza y diferenciarse con su estética monumental umbertina de la arquitectura romana histórica nutrida de travertino, se decidió revestirlo completamente de mármol botticino, un tipo de mármol bresciano nunca usado en Roma antes de que decretara su uso monumental el ministro bresciano Giuseppe Zanardelli y nunca más después. Para hacerle espacio se demolieron además varias construcciones de diferente antigüedad situadas en la colina capitolina, desde el medieval convento de Santa María en Aracoeli con sus claustros hasta la torre de Paulo III, que, construida entre 1534 y 1542, estaba unida al Palazzetto Venezia mediante una pasarela similar al Passetto di Borgo.
Tras la construcción del Vittoriano, la forma de la plaza fue redibujada por el mismo arquitecto del monumento, Giuseppe Sacconi. A él se debe la idea inicial del Palazzo delle Assicurazioni Generali, situado frente al más antiguo Palazzo Venezia, cuya fachada refleja la volumetría de este otro palacio. El proyecto del palacio fue elaborado posteriormente por Arturo Pazzi, Alberto Manassei y Guido Cirilli. Está decorado con un gran león de San Marcos de la época renacentista, antiguamente situado sobre el torreón del Portello Novo de las murallas de Padua como símbolo del dominio de la República de Venecia sobre esa ciudad; fue arrojado al canal que había debajo de la fortificación por las milicias francesas en 1797 y recuperado de allí décadas después, para ser posteriormente adquirido y colocado como ornamento de la plaza. El Palazzo delle Assicurazioni fue construido en una posición más atrasada respecto a los edificios demolidos: el Palazzo Paracciani-Nepoti, el Palazzo Torlonia (o Del Nero-Bolognetti-Torlonia) de Carlo Fontana y el Palazzo Frangipane-Vincenzi, que estaban situados en el eje de la Via del Corso. Gracias a estas demoliciones, la plaza, que ya era un punto neurálgico de las nuevas arterias realizadas para Roma capital, se amplió considerablemente.

### Los palacios demolidos o remodelados

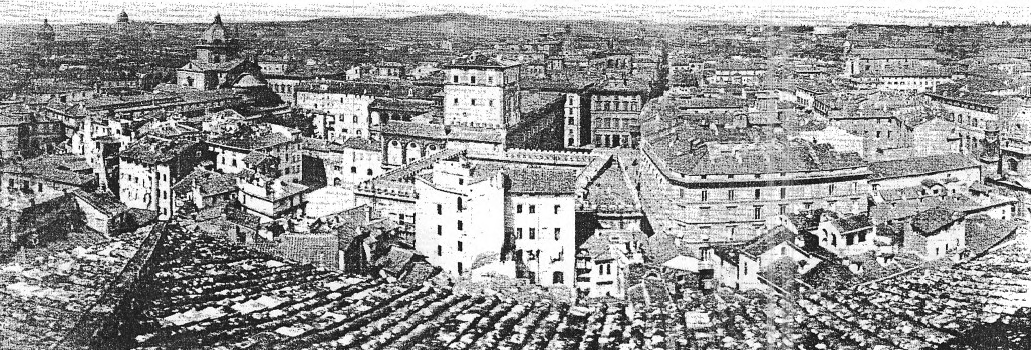
La futura Piazza Venezia, en el centro de la imagen (es el espacio abierto a la derecha del Palazzo Venezia, reconocible por la presencia de un torreón; a la derecha de este espacio se encuentra el Palazzo Torlonia, que fue demolido posteriormente), vista desde el lado de la colina capitolina donde se construiría el Vittoriano, en una fotografía de 1870.

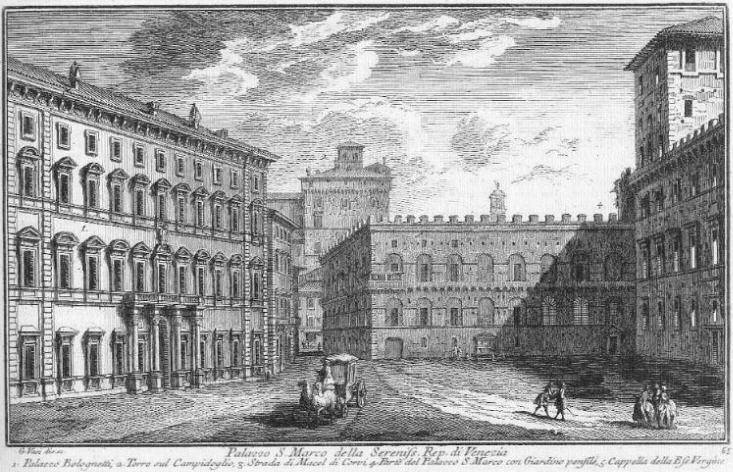
Veduta de Giuseppe Vasi (1761) que representa la Piazza Venezia en la época, antes de las demoliciones. De frente, el Palazzetto Venezia (trasladado a la derecha para ensanchar la plaza); a la izquierda, el Palazzo Bolognetti-Torlonia (demolido); al fondo, la también demolida Torre de Paulo III; y por último, a la derecha, el Palazzo Venezia.

Se demolió el Palazzo Torlonia, que daba hacia la plaza y estaba considerado uno de los más bonitos de Roma. Los Torlonia lo habían hecho construir pocas décadas antes, en 1827, en lugar del Palazzo Bolognetti. El nuevo palacio se edificó con formas grandiosas y fue decorado con frescos por uno de los pintores más célebres de la época, Francesco Podesti.
Desde ese mismo lado de la plaza, como señala una placa colocada en el lado del Palazzo delle Assicurazioni Generali que da hacia el Vittoriano, entre los edificios demolidos estaba la casa donde vivió y murió Miguel Ángel, situada en una antigua plaza llamada Piazza Macel de' Corvi.
Todas estas demoliciones se consideraron necesarias para adecuar las dimensiones de la plaza a la presencia del Vittoriano y para que tuviera una forma simétrica. Por último, se salvó de la demolición, pero fue trasladado antes de su inauguración (1911), el Palazzetto Venezia que, situado en la esquina sudeste del Palazzo Venezia, se interponía entre el nuevo monumento y la plaza.

### Los palacios existentes
En el lado oeste de la plaza está el Palazzo Venezia, que fue inicialmente sede pontificia: el papa Julio II asistía desde el balcón del palacio a la carrera de los caballos bereberes, que hasta 1883 se disputaba a lo largo de la Via del Corso y terminaba cerca de la plaza, en la desaparecida Via della Ripresa dei Barberi. Posteriormente, desde 1564 hasta 1797, albergó la representación veneciana en los Estados Pontificios.

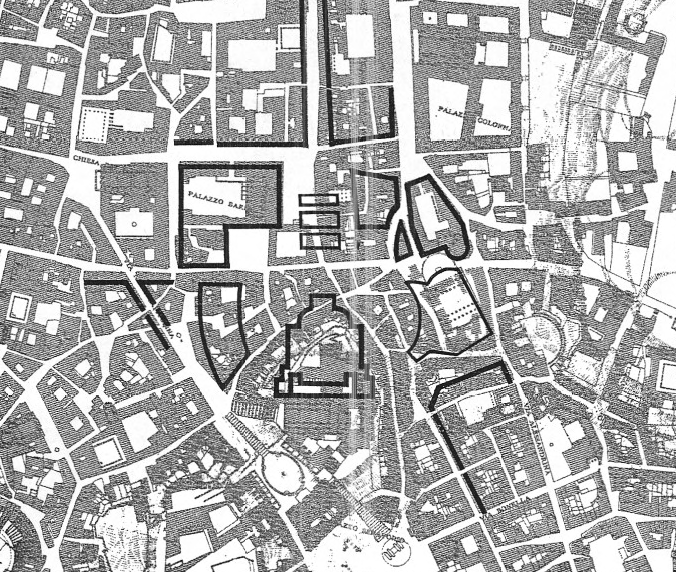
La zona de las demoliciones en la colina capitolina de Roma en un mapa de 1870, con el Vittoriano en construcción y la futura Piazza Venezia marcados en negro.

Cuando el Congreso de Viena asignó a los Habsburgo los territorios de la República de Venecia, el palacio siguió la misma suerte y sirvió de embajada del imperio austrohúngaro hasta el 1914, cuando fue confiscado por el Estado italiano. En 1929 Benito Mussolini lo escogió como sede del Gobierno y desde el balcón pronunciaba sus discursos a las masas fascistas. Por esta razón, la plaza, que en esos años era considerada el centro de la ciudad, fue proclamada Foro d'Italia.
Además del Palazzo Venezia, de la configuración original de la plaza se ha conservado el lado norte, donde se encuentra el Palazzo Bonaparte, donde vivió desde 1818 hasta su muerte María Leticia Ramolino, madre de Napoleón. Detrás del balcón cubierto (llamado mignano) que todavía hoy puede verse en la esquina con la Via del Corso, la señora —que hacía una vida muy retirada— pasaba los días observando la vida de la plaza, que entonces era mucho más pequeña e irregular. Cuando a una edad muy avanzada perdió la vista no renunció a su pasatiempo, y hacía que su ama de llaves la contara la vida de la calle.

## En la cultura popular
Durante la época navideña en la plaza se coloca un gran abeto decorado (trasladado en 2006 a la Piazza del Colosseo, frente a la salida de la estación de metro Colosseo, a causa de las obras de construcción de la línea C del metro). La plataforma elevada para los guardias de tráfico situada en el cruce con la Via del Corso ha sido desde hace años un elemento de inspiración para muchas películas y anuncios publicitarios, desde Vacaciones en Roma de William Wyler hasta A Roma con amor de Woody Allen, que dirigió la escena inicial con Pierluigi Marchionne, verdadero guardia de la policía local de Roma Capitale.
A principios de septiembre de 2009 se propuso que en 2011 se cambiara su nombre por «Piazza dell'Unità d'Italia», en ocasión del 150.º aniversario de la proclamación del Reino de Italia, propuesta posteriormente rechazada.

## Transporte
La Piazza Venezia se puede alcanzar desde la estación Colosseo del Metro de Roma.
Desde 1905 hasta 1916 también algunas líneas extraurbanas de los tranvías de los Castelli Romani atravesaban la plaza.